# Karel Láznička (výtvarník)
Karel Láznička (14. března 1935, Veselí nad Lužnicí – 13. října 2004, Třebíč) byl český malíř a textilní výtvarník.

## Biografie
Karel Láznička se narodil v roce 1935 ve Veselí nad Lužnicí, mezi lety 1955 a 1961 vystudoval Vysokou školu uměleckoprůmyslovou v Praze, kde jej vyučoval Antonín Kybal, který měl chalupu v Ptáčově u Třebíče, kam Karel Láznička se spolužáky jej jezdil navštěvovat. Tam se seznámil se svoji manželkou, po ukončení studia se vrátil do Veselí nad Lužnicí, kde nastoupil do družstva Blata, kde se věnoval návrhům látek pro svrchní oblečení. Tam pracoval do roku 1964, kdy odešel do Třebíče. Tam nastoupil na pozici aranžéra do okresního průmyslového podniku, od roku 1968 působil jako výtvarný umělec, kdy se věnoval primárně tapisériím a gobelínům, pracoval v ateliéru na zámku Sádek nedaleko Kojetic. Mimo jiné vytvořil velký gobelín s vyobrazením třebíčských památek, který byl umístěn do prostor Muzea Vysočiny v Třebíči. Vypomáhal také se zakázkami manželům Kybalovým. Jeho gobelíny byly umístěny mimo jiné třeba do JZD v několika vesnicích v okrese Třebíč, do úřadů v okrese Třebíč, do hotelu SKI v Novém Městě na Moravě nebo Technického střediska ČSSR v Moskvě. Jeho největší textilní prací byl gobelín ve vstupní foyeru sportovní haly Rondo v Brně.

## Výstavy

### Autorské
- 1977, Blatské muzeum, Veselí nad Lužnicí (Karel Láznička: Gobelíny)
- 1979, Dům umění města Brna, Brno (Karel Láznička: Tapiserie)
- 1979, Jednotný klub pracujících, Velké Meziříčí[6]
- 1990, Weisův dům, Blatské muzeum ve Veselí nad Lužnicí
- 2000, Galerie 6, Třebíč[7]
- 2002, Galerie a kavárna ve věži, Mělník (Karel Láznička: Gobelíny)
- 2003, Galerie Malovaný dům, Třebíč (Karel Láznička: Gobelíny)
- 2016, Výstavní síň Předzámčí, Třebíč (Karel Láznička: Kresby a drobná gobelínová tvorba)
- 2025, Blatské muzeum - Weisův dům, Veselí nad Lužnicí

### Kolektivní
- 1975, Praha (Výtvarní umělci k 30. výročí osvobození Československa Sovětskou armádou)
- 1981, Oblastní galerie Vysočiny, Jihlava (Výtvarná tvorba na Vysočině)[6]
- 1985, Oblastní galerie Vysočiny, Jihlava (Výtvarníci Vysočiny)[6]
- 1985, Dům umění města Brna, Brno (Výtvarní umělci Jihomoravského kraje: Výstava ke 40. výročí osvobození Československa Sovětskou armádou)
- 1985, Oblastní galerie Vysočiny v Jihlavě, Jihlava (Výtvarníci Vysočiny (Na počest 40. výročí osvobození Československa sovětskou armádou))